# Case à équipements

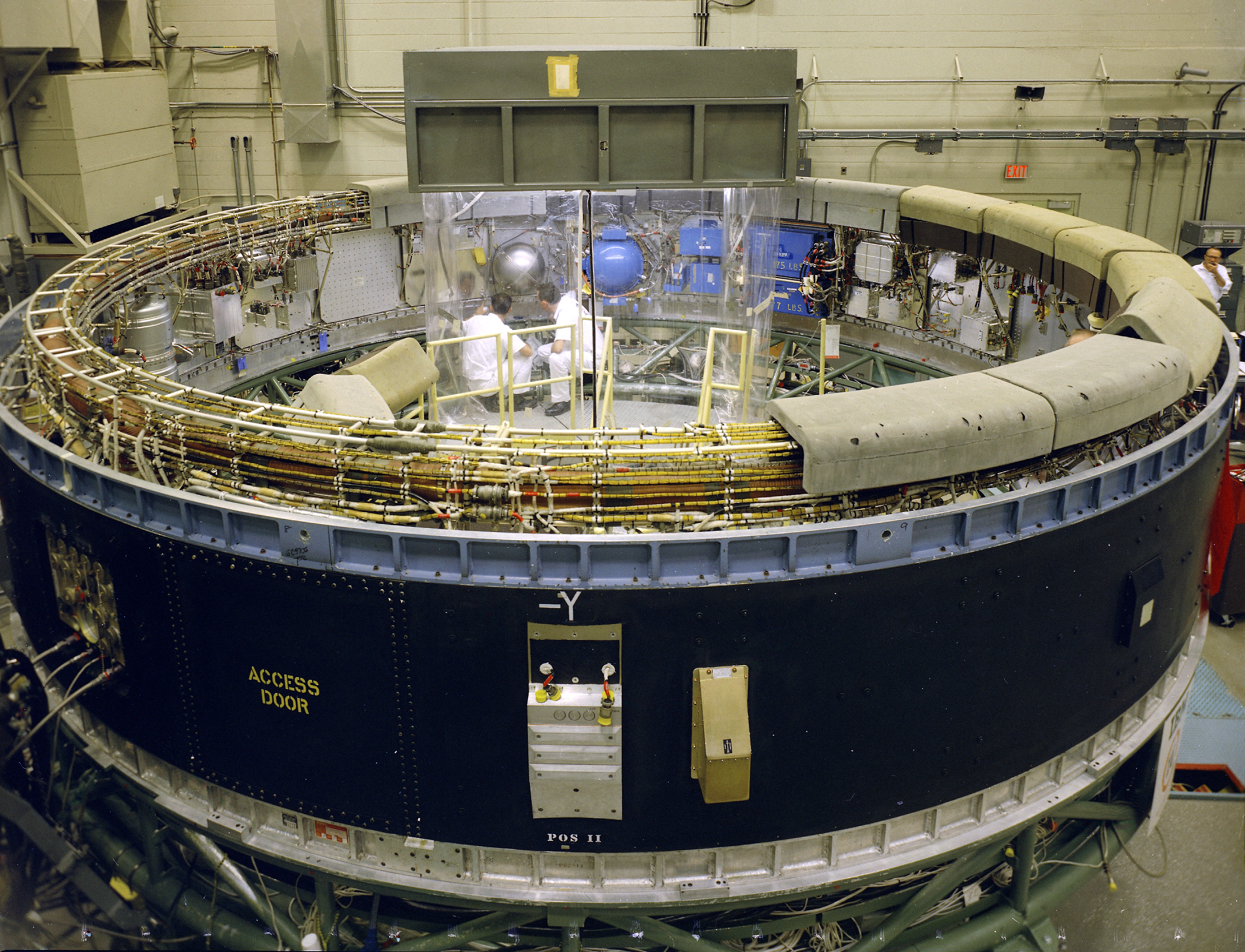
Case à équipements de la fusée Saturn V

La case à équipements est le compartiment d'une fusée dans lequel sont rassemblés la majorité des équipements qui assurent les fonctions de guidage, de pilotage, de sauvegarde (destruction en cas de défaillance) et de localisation. Elle est généralement logée juste sous la charge utile sur la périphérie d'un anneau faisant la jonction avec les étages propulsifs. Les capteurs, les actionneurs, les charges pyrotechniques sont eux répartis sur l'ensemble de la fusée.
Elle comprend :
- Le système de contrôle de vol est le chef d'orchestre de l'ensemble et repose sur un calculateur relié par un bus numérique (sur la fusée Ariane) aux autres systèmes. Un calculateur de secours peut prendre le relais en cas de défaillance. Le calculateur met en œuvre les instructions préparées au sol : arrêts de la propulsion, séquences de séparation des étages, allumages, largage de la coiffe. Il utilise accéléromètre et gyrolaser pour vérifier la conformité de la trajectoire et corrige si nécessaire celle-ci en modifiant temporairement l'axe de la poussée.
- Le système de télémesures collecte des informations sur le fonctionnement de la fusée, de ses moteurs et qui sont transmises par voie hertzienne aux stations au sol. Sont mesurés les accélérations, chocs, vibrations, températures, niveaux acoustiques, déroulement des largages à l'aide de capteurs de plusieurs types : accéléromètre, microphone, thermocouples, thermistances, caméras)[1]. La position et le vecteur vitesse de la fusée sont transmis également en permanence. Sur Ariane 5, 1200 à 1500 paramètres sont ainsi fournis en permanence durant le vol. Ces informations sont d'abord utilisées pour vérifier en temps réel que la trajectoire est conforme à ce qui était programmé, puis, une fois la charge utile satellisée, que l'orbite est correcte et que le satellite fonctionne correctement. Par la suite, les paramètres permettent d'analyser de manière détaillée le comportement de la fusée et d'identifier des dysfonctionnements à corriger éventuellement avant le vol[2]. En cas de la perte de la fusée, les télémesures permettront de déterminer l'origine de l'incident.
- Le système électrique fournit l'énergie à tous les systèmes. Il est composé de batteries et de piles assurant une alimentation redondante.
- Le système pyrotechnique gère la séparation des composants de la fusée (largage de l'étage après épuisement des ergols, largage de la coiffe, largage des satellites) qui s'effectue à l'aide de cordeaux détonants, cordeaux découpeurs, boulons explosifs[3].
- Le système de sauvegarde permet la destruction commandée à distance ou automatique de la fusée en cas de dysfonctionnement majeur conduisant à une trajectoire dangereuse.